# Comité olympique de la Dominique
Le Comité olympique de la Dominique (en anglais, Dominica Olympic Committee) est le comité national olympique de la Dominique, fondé en 1987 à Roseau. Il a été reconnu par le Comité international olympique en 1993.